# Технодром имени И. П. Кулибина
«Технодром имени И. П. Кулибина» — российская научно-популярная телепрограмма, выходившая с 1992 по 2008 год. Ведущими передачи в 1992—1993 годах были журналисты Николай Рыбаков и Андрей Самохин. В дальнейшем постоянным ведущим был журналист Андрей Самохин. Отдельные сюжеты снимали журналисты Александр Филатов, Елена Чернова, Сергей Бура, Виталий Соболев, а в 2005—2008 годах авторскую рубрику в передаче вёл писатель Сергей Федин.

## О передаче
Передача возникла в 1992 году, её предшественницей была рубрика «АπН» (тележурнал об изобретениях) в передаче «Под знаком π», которую вёл Лев Николаев. Рубрику придумали, снимали и вели Николай Рыбаков и Андрей Самохин. Они вместе работали международном вестнике АПН «Новости науки и техники» — отсюда и название «АπН». Передача выходила в составе Главной редакции научно-популярных и образовательных программ (позже — Студии научно-популярных и просветительских программ). В 1992 году продюсер, на тот момент заместитель редактора Студии, Ирина Александровна Железова предложила выпускать отдельную передачу об отечественных изобретениях и привлекла к разработке концепции режиссёра Геннадия Колина. Идею передачи придумал Николай Рыбаков, он же является и основным её создателем. Название «Технодром им И. П. Кулибина» — в честь великого русского изобретателя, родилось в соавторстве Андрея Самохина и Николая Рыбакова.
Постоянным художественным руководителем на протяжении всего времени существования передачи была И. А. Железова. Автор-художник заставок — Игорь Промахов, а после ребрендинга передачи для телеканала «Звезда» в начале 2000-х годов — Иван Максимов. Музыка, используемая в заставке — русский военный марш «Бородино». В музыкальном оформлении звучали произведения русских и советских композиторов.
Каждый 10-минутный выпуск состоял из 3-минутных сюжетов, в которых либо ведущий, либо сами изобретатели рассказывали о своих изобретениях. Передача выходила два раза в неделю — в понедельник и среду в 17:50 с 1992 по 1993 год.
В выпусках показывались отечественные разработки, как сделанные кустарно, так и уже попавшие в опытное (реже — серийное) производство. Основной акцент делался на оригинальность идеи и её практическую значимость, а в целом — на «русскую смекалку».
В передаче авторы умышленно избегали иностранных слов в текстах, находя им замену в русском языке, часто использовали пословицы и поговорки. Отдельные сюжеты и рубрики снимались в юмористическом ключе. В качестве актёров в них участвовали ведущие и режиссёры программы, технические работники съёмочной группы и студенты театральных ВУЗов. Постоянным приёмом съёмки сюжетов было правило — «Технодром» всё проверяет на себе!". Ведущий летал на воздушных шарах, испытывал на себе медицинские диагностические и лечебные аппараты, спасательные костюмы, прыгал из задымлённого здания с высоты третьего этажа, бросался за борт спасательного катера на открытой воде и т. д.
Передача пропагандировала незаурядный ум, умелые руки, а также предприимчивость российских изобретателей и давала возможность связать разработчиков с заинтересованными производителями и инвесторами с одной стороны, и широкой публикой — с другой стороны. Редакционный телефон не замолкал: люди предлагали свои идеи и разработки, хотели связаться с изобретателями для сотрудничества. Это была первая масштабная демонстрационная площадка российских «ноу-хау» на телевидении не столько развлекательная, сколько деловая, отчасти развивавшая направление телевизионной передачи «Это вы можете», откуда со своими идеями пришёл журналист Александр Филатов. Отдельные сюжеты снимали также журналисты Елена Чернова и Виталий Соболев.
Большую роль в продвижении передачи в СМИ играл её создатель Николай Рыбаков, а позже — после его безвременной смерти — ведущий Андрей Самохин. Особой «главой» стало сотрудничество передачи с журналом «Техника — молодёжи», в котором с поддержкой главного редактора журнала Александра Перевозчикова с середины 1990-х годов в течение десяти лет выходила регулярная рубрика «Технодром» по материалам передачи.
В 1993 году телепередача «Технодром имени И. П. Кулибина» была на втором месте (после капитал-шоу «Поле чудес») по количеству писем от телезрителей.
В 1993 году телепередачу сняли с эфира. После небольшой паузы выпуск передачи возобновился в 1994 году на канале РТР под названием «Новости Технодрома» — раз в неделю в том же формате в течение года. Выпуски выходили по понедельникам и четвергам в 17:50.
После этого наступила многолетняя пауза, но в 2005 году Сергей Савушкин, генеральный директор на тот момент нового патриотического телеканала «Звезда», пригласил Андрея Самохина и Геннадия Колина делать обновлённый «Технодром» на его телеканале. Продюсером передачи стала генеральный директор компании «Альма—Матер» Татьяна Александрова, художественным руководителем — И. А. Железова. Формат передачи существенно изменился: хронометраж вырос до 26 минут; к сюжетам, которые снимали корреспонденты Александр Филатов и Сергей Бура, добавились студийные «подводки» ведущего и главного редактора передачи Андрея Самохина; сюжеты стали более продолжительными; передача получила оригинальную компьютерную графику от художника Ивана Максимова. На телеканале «Звезда» передача выходила по воскресеньям в 11:30. Периодически в эфире проводились изобретательские конкурсы.
Добавилась рубрика «ВеЩьная тема», которую вёл в форме познавательного бурлеска писатель и педагог Сергей Федин.
По заказу МСЧ России коллектив передачи сделал цикл познавательно-учебных программ о новой спасательной технике и технологиях «ТехноСпас». В 2008 году выпуск передачи «Технодром имени Кулибина» был прекращён в связи с изменением формата телеканала.

## Логотип

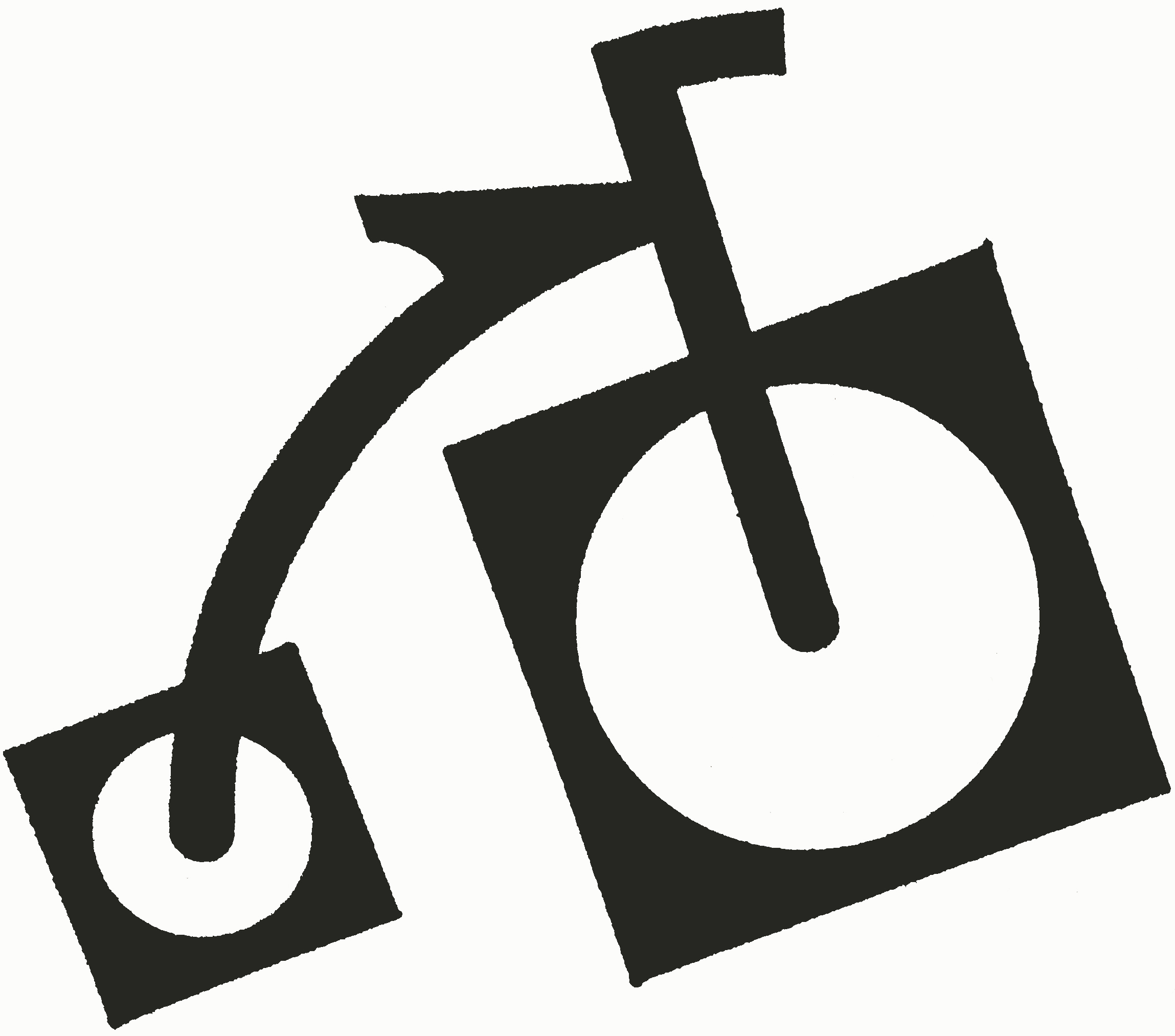
Логотип передачи

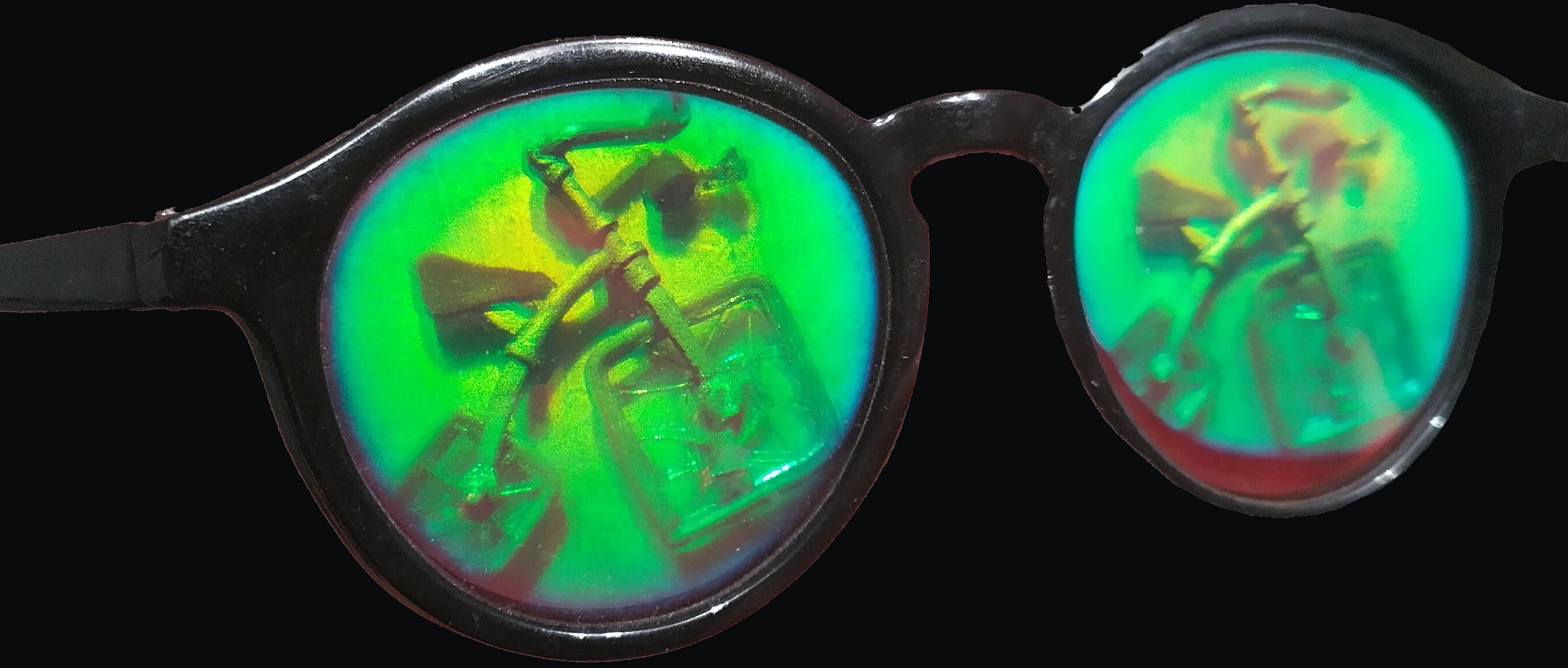
Голографическое изображение логотипа передачи на солнцезащитных очках

Эмблему для передачи, велосипед с квадратными колёсами — «квадросипед», создал архитектор Игорь Промахов.
В одном из выпусков передачи было продемонстрировано нанесение голографического изображения логотипа передачи на стёкла солнцезащитных очков.

## Магазин-выставка
В начале 1990-х годов при передаче существовал и экспериментальный магазин-выставка «Технодром». Изначально он располагался в «Доме военной книги» на Садовом кольце, а впоследствии переехал на ВВЦ в павильон «Центральный». Директором магазина была Маргарита Морохова. В этом необычном магазине можно было увидеть новые уникальные разработки изобретателей, которые ещё не выпускались, приобрести инновационные товары уже производящиеся серийно, получить информацию об отечественных разработках, которые были показаны в передаче. Магазин-выставка проработал до 1995 года.

## Изобретатели и их изобретения, показанные в телепередаче
- коллектив «Центра сверхпроводимости» (магнитоплан)[2]
- Рашид Яковлев (ручная формовка цементных блоков для индивидуального домостроения)[9]
- Юрий Дикун (газодинамическая металлизация)[2]